# Die Frau von früher
Die Frau von früher ist ein deutsches Filmdrama, ein Psychothriller, von Andreas Kleinert aus dem Jahr 2013 nach einem erfolgreichen Theaterstück von Roland Schimmelpfennig.

## Handlung
Frank, Claudia und ihr 16-jähriger Sohn Alex sitzen auf gepackten Koffern. Am nächsten Tag werden sie nach Toronto auswandern. Besonders Alex tut sich mit dem Umzug schwer, muss er doch seine erste große Liebe Nora in Deutschland zurücklassen. Wütend sprüht er seinen Tag an die Flurwand und geht am Vorabend zu Nora, um mit ihr die letzten Stunden zu verbringen. Claudia hat für Frank eine Überraschung vorbereitet: Sie hat alle Freunde der Familie zu einem Abschiedsessen geladen und dafür eine Cateringfirma beauftragt. Als es an der Tür klingelt, steht Claudia gerade unter der Dusche und Frank öffnet die Tür. Draußen steht Romy, vor 24 Jahren Franks erste große Liebe. Damals waren sie 19 und 17 Jahre alt und Frank hatte Romy ewige Liebe geschworen. Romy gibt vor, Frank nun zufällig wiederzutreffen, interessiert sie sich doch eigentlich für die Wohnung. Die Besichtigungen sollen aber erst am nächsten Tag stattfinden. Claudia hat das Gespräch zwischen Frank und Romy gehört, doch leugnet Frank, mit jemandem geredet zu haben. Claudia entdeckt Romy vor der Tür und hält sie zunächst für eine Frau vom Catering. Als sie Romys wahre Identität erfährt, bittet sie sie herein. Frank ist die Situation unangenehm, zumal Romy aus der Vergangenheit Dinge berichtet, die Frank in der 19-jährigen Ehe nie für Claudia getan hat, so sang er damals für Romy. Claudia wird immer eifersüchtiger, und als Romy deutlich macht, dass sie an Franks Schwur von damals glaubt und die Ehe am Ende sieht, wirft Claudia sie aus der Wohnung.
Claudia muss durch das angerichtete Chaos zugeben, dass sie für Frank eine Abschiedsfeier geplant habe und der ist davon nicht begeistert. Beide haben Streit miteinander, als plötzlich Alex die Wohnungstür auftritt. Er schleppt Romy mit sich, die er auf der Straße mit seinem Motorrad überfahren hat. Er glaubt, sie sei tot, doch erkennt Frank, dass sie nur ohnmächtig ist. Sie blutet am Hinterkopf und er verbindet ihr trotz Claudias Widerstand den Kopf und bringt sie in Alex’ Zimmer. Da Romy auf seinem Bett platziert wird, kann Alex die Nacht nicht wie geplant mit Nora im eigenen Bett verbringen. Beide schleichen sich in Noras Haus, doch wirft Noras Vater Alex raus. Alex geht schließlich nachts nach Hause, während Nora in einer Bar gegenüber auf ihn wartet.
Alex ist betrunken, als er in der Wohnung ankommt. Romy ist in der Zwischenzeit zu sich gekommen und fragt Alex über Nora aus. Sie will wissen, warum er ihr zum Abschied geschworen habe, sie immer zu lieben. Alex, der wegen seiner verpassten Liebesnacht mit Nora wütend ist, fällt schließlich über Romy her und vergewaltigt sie. Claudia findet Romy später unter der Dusche wieder. Diese macht deutlich, dass Frank Claudia verlassen werde. Tatsächlich kommt es zum Streit zwischen Frank und Claudia, die sich am nächsten Morgen allein wähnen. Als Romy mit Brötchen vom Bäcker kommt, verlässt Claudia wütend die Wohnung und kündigt an, Frank zu verlassen, wenn Romy nach ihrer Rückkehr in 20 Minuten noch in der Wohnung sei. Frank zieht in Betracht, mit Romy zu fliehen. Als er jedoch nicht mehr sagen kann, was sie ihm vor 24 Jahren geschenkt hatte, erkennt sie, dass er sie tatsächlich vergessen hatte. Sie geht. Nora erscheint kurz darauf, um Frank den Wohnungsschlüssel zu geben. Sie will mit Alex reden, doch scheint der nicht in der Wohnung zu sein. Claudia kommt heim, streitet sich jedoch erneut aus Eifersucht mit Frank. Sie geht allein ins Bad, wo sie einen blutverschmierten Ohrring von Alex findet. Frank hat unterdessen eine schreckliche Entdeckung gemacht: Alex liegt tot in seinem Zimmer. Romy hatte ihn während der Vergewaltigung mit einem Stein erschlagen. Frank stürzt sich vor Verzweiflung aus dem Fenster in den Tod. Claudia trauert fassungslos um Mann und Sohn.
Einige Tage später erscheint Romy in mondäner Kleidung, um sich die frisch hergerichtete Wohnung anzusehen. Die Maklerin räumt ein, dass der Tag im Flur bereits mehrfach überstrichen wurde, jedoch immer noch teilweise sichtbar ist. Romy entgegnet, dass es ihr gefalle.

## Produktion
Die Frau von früher beruht auf dem gleichnamigen Theaterstück von Roland Schimmelpfennig, das 2004 am Wiener Akademietheater uraufgeführt wurde. Für den Film wurde die Vorlage leicht bearbeitet, so handelt Romy im Stück mutwilliger und „wie von Wahnsinn getrieben“, während sie im Film nach einem Plan zu handeln scheint. Der Film wurde vom 23. Januar bis 20. Februar 2012 in Berlin gedreht. Er erlebte am 7. Juni 2013 auf Arte seine Erstausstrahlung.

## Kritik
Das Lexikon des internationalen Films störte sich am Verlauf der Handlung, die zunehmend logisch nicht mehr nachvollziehbar sei, und fasste seine Kritik folgendermaßen zusammen:

„(Fernseh-)Psychodrama über Verlangen und Eifersucht, in dessen Verlauf die Logik der Protagonisten außer Kraft gesetzt wird, da sie sich immer mehr in Ungereimtheiten zwischen gestern und heute verstricken.“

TV Spielfilm sah lediglich ein „sprödes Wechselbad der Gefühle, voller peinigender Wahrheiten“ und zog das Fazit: „Bittere Versuchsanordnung über die Liebe“.

## Auszeichnungen
- 2013 Hauptpreis beim Fernsehfilmpreis der Deutschen Akademie der Darstellenden Künste
- 2014 Nominierung für den Grimme-Preis[5]
- Nominierung von Regisseur Andreas Kleinert in der Kategorie „Lichtblicke“  beim Festival des deutschen Films in Ludwigshafen